# Zeta Indi
Zeta Indi (4 Indi) é uma estrela na direção da constelação de Indus. Possui uma ascensão reta de 20h 49m 28.93s e uma declinação de −46° 13′ 36.8″. Sua magnitude aparente é igual a 4.90. Considerando sua distância de 404 anos-luz em relação à Terra, sua magnitude absoluta é igual a −0.57. Pertence à classe espectral K5III.